# Brăila
Brăila (prononcé en roumain : /brə'i.la/), parfois transcrit Braïla, est une ville de Valachie, en Munténie, à l'est de la Roumanie, un port sur le Danube et le chef-lieu du județ de Brăila, tout près de Galați. Elle est aussi la ville siège de la région de développement Sud-Est.

## Histoire
Une localité apparaît sous le nom de Drinago en 1350 environ dans le Libro de conoscimiento (en espagnol « Livre de connaissance ») et dans plusieurs cartes catalanes (Angellino de Dalorto, 1325\1330 et Angelino Dulcert, 1339). Ceci est peut-être dû à une erreur de transcription de Brillago. Dans des documents grecs de la même époque, la ville est nommée Proilavon ou Proilava. Dans le Codex Parisinus latinus apparaît un comptoir génois du nom de Barilla.
Après avoir appartenu à la Valachie à partir de 1330, la ville et ses environs sont contrôlés par les Ottomans en tant que kaza, de 1538 ou 1540 jusqu'en 1829 ; les Turcs l'appelaient Ibrail ou Ibrahil. La ville fut attaquée, pillée et brûlée par les forces d’Étienne III le Grand (Ștefan cel Mare) le 2 février 1470, qui repoussa les forces de Radu III le Beau (Radu cel Frumos), allié des Turcs, et frère de Vlad III l'Empaleur (Vlad Țepeș). Brăila fut aussi prise, pour quelques mois, par Michel Ier le Brave (Mihai Viteazul), prince de Valachie, en 1595-1596.
L'Empire ottoman rendit la ville et ses environs à la Valachie au traité d'Andrinople à l'issue de la guerre russo-turque de 1828-1829. Au XIXe siècle, le port devint l'un des ports valaques les plus importants, les deux autres étant Turnu et Giurgiu. La plus grande période de prospérité de la ville fut celle de la fin du XIXe siècle, lorsqu'elle fut un port important de marchandises de la Roumanie. Les navires peuvent remonter de la mer Noire jusqu'à Brăila ; le Danube a attiré les usines. Comme toute la Roumanie, Brăila a subi les régimes dictatoriaux carliste, fasciste et communiste de février 1938 à décembre 1989, mais connaît à nouveau la démocratie depuis 1990.

## Lieux et monuments
La ville de Brăila s'est développée selon un plan en éventail, les rues rayonnant à partir du port sur le Danube. Elles sont entrecoupées de rues concentriques suivant en cela le plan géométrique des anciennes fortifications ottomanes.

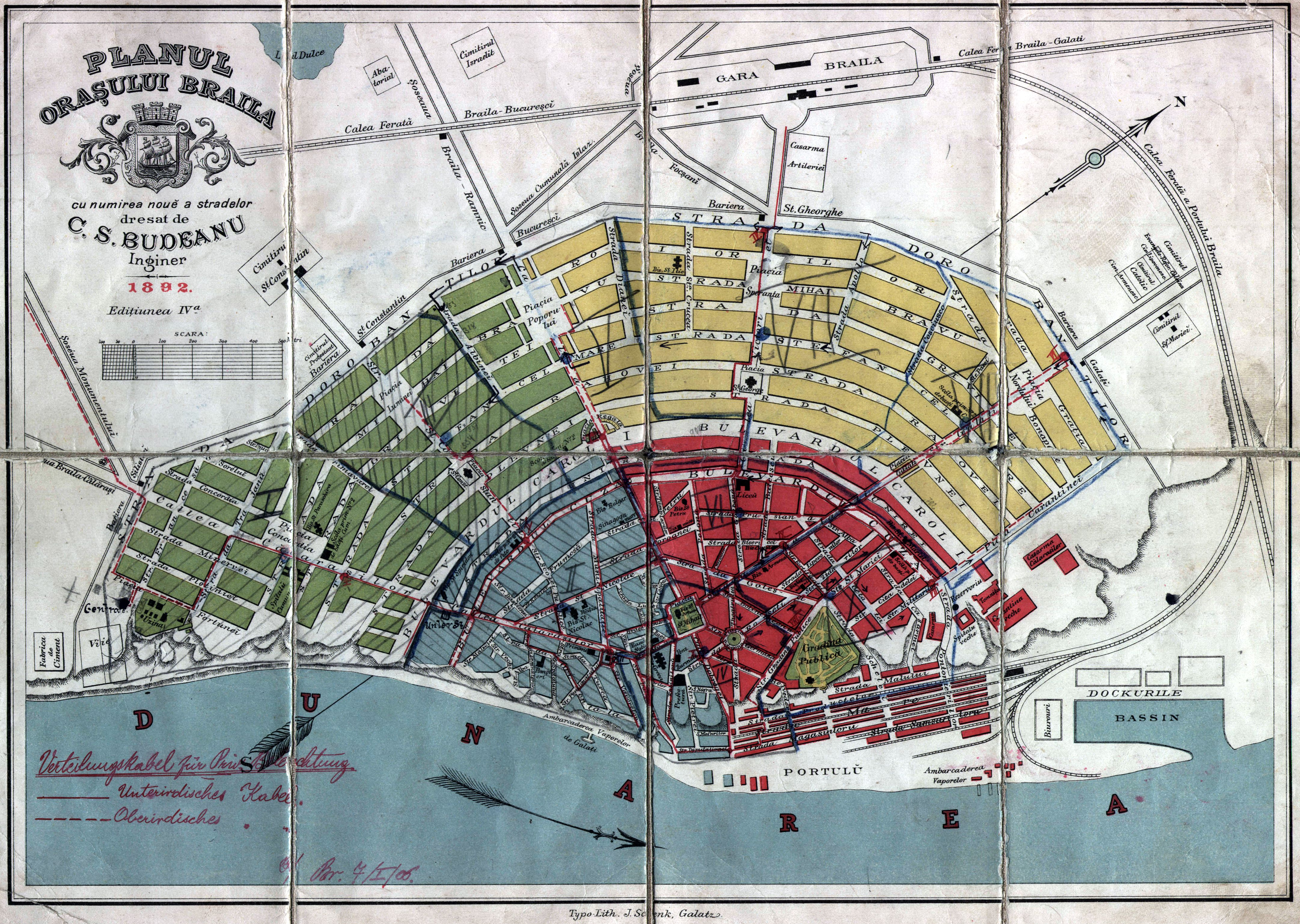
Plan de Brăila, 1892

.

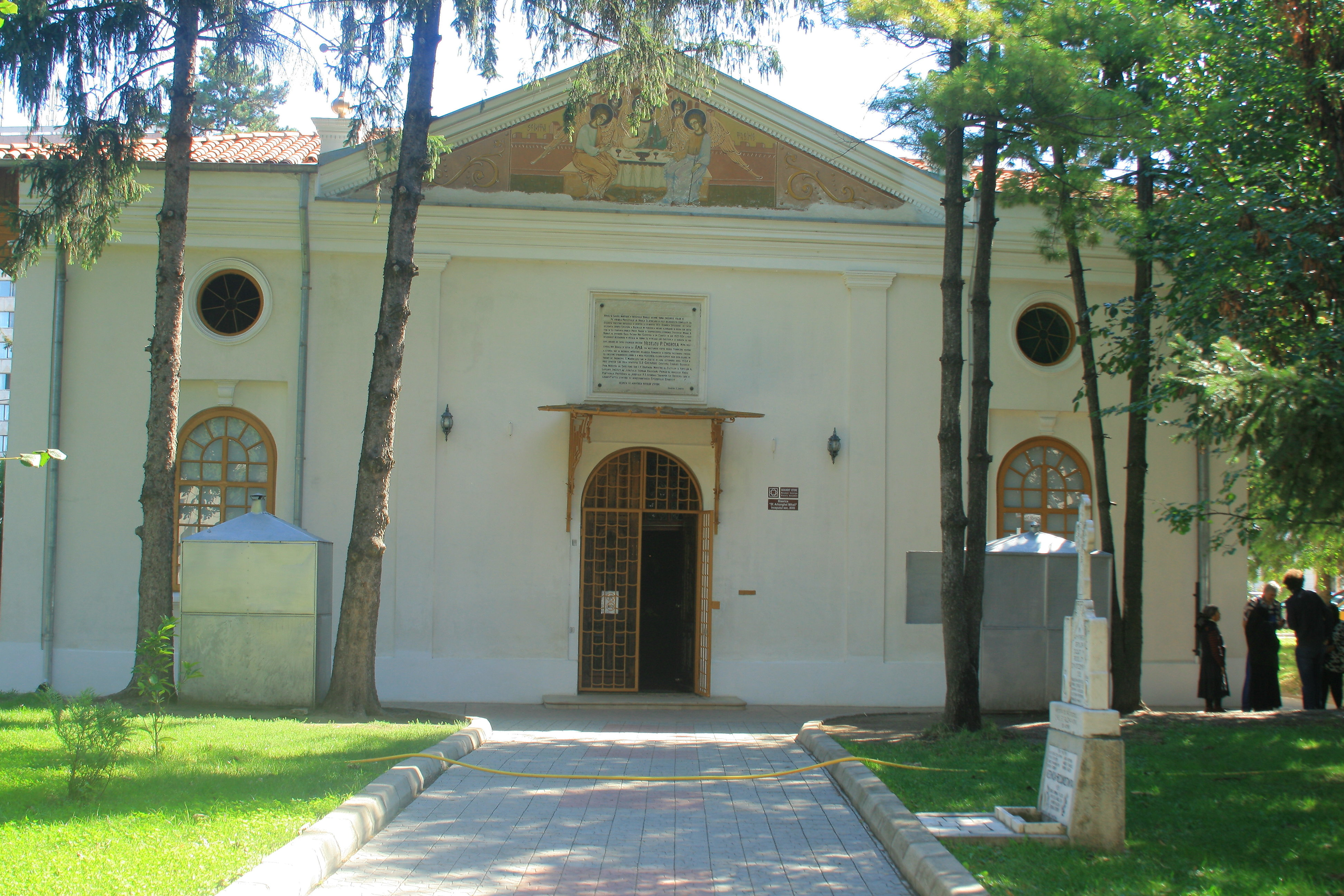
L'église des Saints-Archanges.

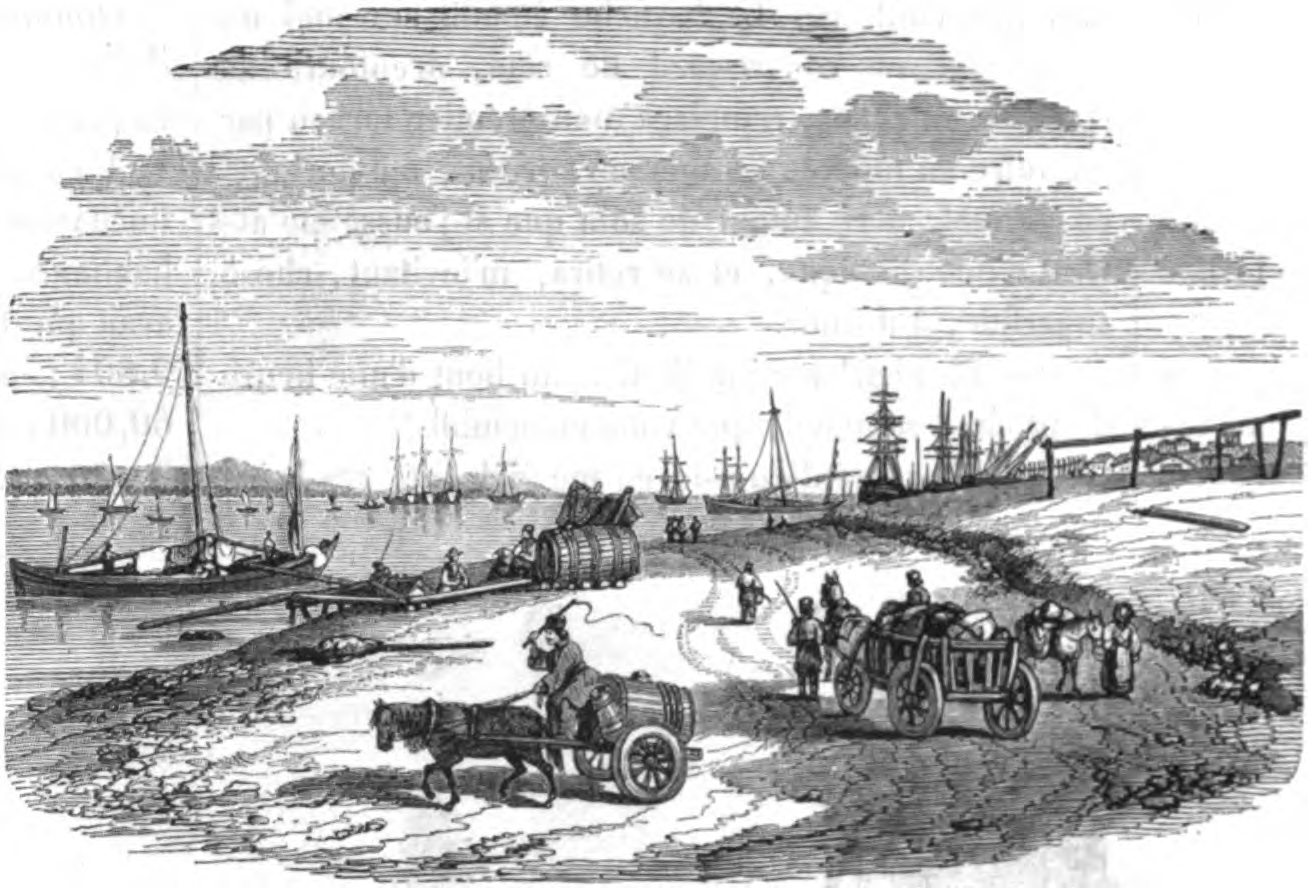
Le port vers 1840 par Michel Bouquet.

- L'église grecque, construite en 1865 par la communauté grecque.
- L'église des Saints-Archanges (Sfinții Arhangheli), qui était auparavant une jāmi (petite mosquée) sous la domination ottomane.
- L'église Saint-Nicolas (XIXe siècle).
- Le théâtre Maria-Filotti.

Le centre ancien de la ville possède de nombreux immeubles du XIXe siècle, certains restaurés. Un site touristique important est le jardin public, un parc situé sur une colline dominant le Danube, d'où l'on a une vue sur le fleuve et au-delà, vers l'est, les Monts Măcin. Dans un ancien bâtiment administratif dans le sud du parc (la maison du jardinier), a été aménagé un musée consacré à Panait Istrati (ro), inauguré en 1984, année du centenaire de la naissance de l'écrivain. 
Au-dessus des Vieux Bains, se trouve un restaurant, qui tourne sur lui-même en une heure pour les visiteurs.

## Politique
| Période                                  | Période  | Identité               | Étiquette | Qualité |
| ---------------------------------------- | -------- | ---------------------- | --------- | ------- |
| Les données manquantes sont à compléter. |          |                        |           |         |
|                                          |          | Anton Lungu            | PDSR      |         |
| Les données manquantes sont à compléter. |          |                        |           |         |
| 2016                                     | En cours | Viorel Marian Dragomir | PSD       |         |

## Démographie

### Ethnies
Au recensement de 2021 la population s’élevait à 154,686, en recul par rapport au précédent recensement de 2011.

Les ethnies étaient les suivantes : 
- Roumains: 97.21%
- Lipovènes: 1.14%
- Roms: 0.9s%
- Grecs: 0.1%
- Autres: 0.3%

## Voies de communication
Brăila possède l'une des plus anciennes lignes de tramway de Roumanie, inaugurée à la fin du XIXe siècle, et qui est encore en service.
Le pont de Brăila, pont suspendu routier inauguré en 2023, franchit le Danube au nord de l'agglomération et relie en face, sur la rive droite, la commune de Smârdan, située dans le județ de Tulcea. Auparavant les deux localités étaient reliées par un service de bac de l'entreprise Romnav (ro).

## Brăila dans la culture populaire
La gare maritime de Brăila servit de cadre au tournage de certains épisodes de la série télévisée Deux Ans de vacances de Gilles Grangier, où elle représentait celle de Hobart en Tasmanie, ce qui est original pour un bâtiment d'architecture typiquement valaque. 

## Jumelages
- Pleven (Bulgarie) ;
- Calais (France) ;
- Argostóli (Grèce) ;
- Kateríni (Grèce) ;
- Bitola (Macédoine) ;
- Kavadarci (Macédoine) ;
- Denizli (Turquie) ;
- Nilüfer (Turquie).

## Personnalités liées à la ville
- L'écrivain roumain d'expression française Panaït Istrati (Kyra Kyralina, Codine, Présentation des Haïdoucs, Les Chardons du Baragan, Vers l'autre flamme) est né à Brăila, en 1884, d'un père grec de Céphalonie, épicier et contrebandier et d'une mère, fille de paysans pauvres, blanchisseuse.
- Le sociologue Serge Moscovici est également né en 1925 à Brăila.
- Le compositeur, architecte et ingénieur d'origine grecque, naturalisé français Iannis Xenakis est né en 1922 à Brăila.